# Hugo Roller
Hugo Roller (* 13. Mai 1907 in Ulm; † 7. Januar 1990 ebenda) war ein deutscher Politiker (SPD).

## Biografie
Roller, gelernter Installateur, war nach dem Zweiten Weltkrieg Kreissekretär der Ulmer Arbeiterwohlfahrt. Seit 1945 arbeitete er als Jugendsekretär in Ulm.

### Politik
Er betätigte sich bis 1933 in der SAJ, trat in die SPD ein und war von 1950 bis 1970 Vorsitzender des SPD-Ortsvereins Ulm. 1946 wurde er Stadtrat in Ulm. Hier setzte er sich für die Gründung der Ingenieurschule und der Universität ein. Von 1950 bis 1952 war er Landtagsabgeordneter im Landtag von Württemberg-Baden. Im Anschluss wurde er in den baden-württembergischen Landtag gewählt, dem er bis 1956 sowie erneut von 1960 bis 1964 angehörte.

### Ehrungen
- Die Marie-Juchacz-Plakette der Arbeiterwohlfahrt wurde ihm 1972 verliehen.
- 1974 erhielt er die Bürgermedaille der Stadt Ulm,
- Er wurde 1981 mit dem Bundesverdienstkreuz ausgezeichnet.
- Der Hugo-Roller-Weg in Ulm wurde nach ihm benannt.